# Німецька книжкова премія
Німецька книжкова премія (нім. Deutschen Buchpreis; dbp) — літературна премія, заснована 2005 року Спілкою німецьких видавців і книгарів. Німецькою книжковою премією відзначають найкращий німецькомовний роман року. Вручення Німецької книжкової премії щорічно приурочується до відкриття Франкфуртського книжкового ярмарку. Лауреат премії одержує грошову винагороду в розмірі 25 000 євро, п'ять інших фіналістів (короткий список) одержують кожен по 2500 євро.

## Ідея
Заснування Німецької книжкової премії мало на меті створити літераутрну премію для німецькомовної літератури, близьку за рангом та популярністю до Гонкурівської або Букерівської премій. На відміну від Премії Лейпцизького книжкового ярмарку тут привертається увага не тільки до переможця, а й до п'яти фіналістів, які також одержують відповідні відзнаки та грошову винагороду. Вибір кандидатів триває декілька місяців, що дає можливість привернути увагу читачів до всіх 20 кандидатів з довгого списку.

## Лауреати
| Рік  | Лауреати            | Назва | Видавництво                 |
| ---- | ------------------- | --- | --------------------------- |
| 2005 | Арно Гайгер         | Нам добре ведеться / Es geht uns gut | Carl Hanser                 |
| 2006 | Катаріна Гакер      | Die Habenichtse | Suhrkamp                    |
| 2007 | Юлія Франк          | Полуденна жінка / Die Mittagsfrau | S. Fischer                  |
| 2008 | Уве Телькамп        | Вежа | Suhrkamp                    |
| 2009 | Катрін Шмідт        | Ти не помреш / Du stirbst nicht | Kiepenheuer & Witsch        |
| 2010 | Мелінда Надь Абоньї | Голуби злітають / Tauben fliegen auf | Jung und Jung               |
| 2011 | Ойген Руге          | У час згасаючого світла / In Zeiten des abnehmenden Lichts | Rowohlt                     |
| 2012 | Урсула Крехель      | Landgericht | Jung und Jung               |
| 2013 | Терезія Мора        | Чудовисько / Das Ungeheuer | Luchterhand Literaturverlag |
| 2014 | Луц Зайлер          | Крузо / Kruso | Suhrkamp                    |
| 2015 | Франк Вітцель       | Винайдення «Фракції Червоної армії» маніакально-депресивним підлітком влітку 1969 року / Die Erfindung der Roten Armee Fraktion durch einen manisch-depressiven Teenager im Sommer 1969 | Matthes & Seitz Berlin      |
| 2016 | Бодо Кірхгофф       | Widerfahrnis | Frankfurter Verlagsanstalt  |
| 2017 | Роберт Менассе      | Столиця / Die Hauptstadt | Suhrkamp                    |
| 2018 | Інгер-Марія Мальке  | Архіпелаг / Archipel | Rowohlt                     |
| 2019 | Саша Станішич       | Походження / Herkunft | Luchterhand Literaturverlag |
| 2020 | Анне Вебер          | Аннетте, епос про героїню / Annette, ein Heldinnenepos | Matthes & Seitz Berlin      |

## Критика
2008 року розгорілися дебати про сенс премії та критерії вибору номінантів. Багато письменників критикували свавільний вибір журі, який спирався на «позалітературні критерії». Також критикувалася необхідність присутності всіх номінантів з короткого списку.
Журналіст Вольфрам Шюттле разом з Монікою Марон висловив думку, що ця премія взагалі не є літературною, мовляв, тут радше йдеться про маркетингову премію, яка насамперед потрібна великим книжковим мережам.